# مدار ۶۳ درجه جنوبی
مدار ۶۳ درجه جنوبی، دایره‌ای از عرض جغرافیایی است که در ۶۳ درجهٔ جنوبی خط استوا  قرار دارد.

## گذر از مناطق
از نصف‌النهار مبدأ شروع می‌شود و به سمت مشرق ۶۳ درجه جنوبی از موارد زیر گذر می‌کند:
| مختصات‌ها                                           | کشور، قلمرو یا دریا | توضیحات                                                                                                |
| -------------------------------------------------- | ------------------- | --- |
| ۶۳°۰′ جنوبی ۰°۰′ شرقی / ۶۳٫۰۰۰°جنوبی ۰٫۰۰۰°شرقی    | اقیانوس منجمد جنوبی | South of the اقیانوس اطلس South of the اقیانوس هند South of the اقیانوس آرام South of the اقیانوس اطلس |
| ۶۳°۰′ جنوبی ۶۲°۳۷′ غربی / ۶۳٫۰۰۰°جنوبی ۶۲٫۶۱۷°غربی | جنوبگان             | Smith Island, claimed by آرژانتین, شیلی and بریتانیا                                                   |
| ۶۳°۰′ جنوبی ۶۲°۲۸′ غربی / ۶۳٫۰۰۰°جنوبی ۶۲٫۴۶۷°غربی | اقیانوس منجمد جنوبی | South of the اقیانوس اطلس                                                                              |
| ۶۳°۰′ جنوبی ۶۰°۴۲′ غربی / ۶۳٫۰۰۰°جنوبی ۶۰٫۷۰۰°غربی | جنوبگان             | Deception Island, claimed by آرژانتین, شیلی and بریتانیا                                               |
| ۶۳°۰′ جنوبی ۶۰°۳۳′ غربی / ۶۳٫۰۰۰°جنوبی ۶۰٫۵۵۰°غربی | اقیانوس منجمد جنوبی | South of the اقیانوس اطلس                                                                              |
| ۶۳°۰′ جنوبی ۵۶°۳۰′ غربی / ۶۳٫۰۰۰°جنوبی ۵۶٫۵۰۰°غربی | جنوبگان             | D'Urville Island, claimed by آرژانتین, شیلی and بریتانیا                                               |
| ۶۳°۰′ جنوبی ۵۶°۸′ غربی / ۶۳٫۰۰۰°جنوبی ۵۶٫۱۳۳°غربی  | اقیانوس منجمد جنوبی | South of the اقیانوس اطلس                                                                              |